# Shame (Brad)
Shame è il primo album in studio del gruppo musicale statunitense Brad. È stato pubblicato il 27 aprile 1993 per l'etichetta discografica Epic Records.

## Il disco
I Brad si formarono nel 1992 con il nome originario di Shame ma scoprirono presto che questo nome era già stato scelto dal musicista Brad Wilson per la sua band. Cambiarono quindi il nome del gruppo in Brad e scelsero Shame come titolo dell'album di debutto.
Il disco è stato scritto e registrato in meno di venti giorni nel mese di ottobre 1992 presso gli studi Avast Recording Co. di Seattle, Washington, sotto la produzione degli stessi membri della band. Il missaggio è stato invece affidato a Brendan O'Brien che pochi mesi dopo produrrà il secondo album dei Pearl Jam, Vs., sempre con Stone Gossard alla chitarra. Diversi brani sono frutto di jam session e improvvisazioni in studio.
Shame, caratterizzato da un suono grezzo e un mix eclettico di stili musicali, ha avuto critiche contrastanti e vendite moderate. La copertina è stata curata dal batterista Regan Hagar.
Dal disco sono stati estratti i singoli "Screen", "Buttercup" e "20th Century". Sono stati realizzati i videoclip dei brani "Buttercup" e "20th Century".

## Tracce
1. Buttercup (Hagar, Smith, Toback, Gossard) - 4:14
2. My Fingers (Hagar, Smith, Toback, Gossard) - 3:19
3. Nadine (Gossard, Smith) - 3:31
4. Screen (Smith) - 5:11
5. 20th Century (Hagar, Smith, Toback, Gossard) - 4:02
6. Good News (Smith) - 4:23
7. Raise Love (Hagar, Smith, Toback, Gossard) - 4:14
8. Bad for the Soul (Hagar, Smith, Toback, Gossard) - 1:11
9. Down (Toback) - 4:17
10. Rockstar (Hagar, Smith, Toback, Gossard) - 2:47
11. We (Hagar, Smith, Toback, Gossard) - 5:26

## Formazione
- Stone Gossard – chitarra
- Regan Hagar – batteria
- Shawn Smith – voce principale, pianoforte, organo, chitarra in Down
- Jeremy Toback – basso, voce principale e organo in Down

Musicisti aggiuntivi
- Bashiri Johnson – percussioni

## Posizioni in classifica
L'album ha raggiunto la posizione 14 della classifica Top Heatseekers.
Il singolo "20th Century" è arrivato alla posizione 64 della Official Singles Chart.